# Кормани (мікрорайон в Хирові)
Кормани — один з районів малоповерхової садибної забудови міста Хирів, розташовується в західній частині міста, неподалік протікає ріка Стривігор

## Історія
Кормани вперше згадані на карті 1853 року. Сама назва, ймовірно, походить від прізвища землевласника, який, можливо, мав фільварок в цій місцевості.

## Географія
Кормани розташовуються в західній частині міста Хирів, неподалік протікає ріка Стривігор, розташовані за 1-2 км від центру міста.